# Maison seigneuriale de Rochefort
Pour les articles homonymes, voir Château de Beaulieu.
La maison seigneuriale de Rochefort, également appelée château du Rochefort est un château vaudois situé sur le territoire de la commune de Moudon, en Suisse.

## Histoire
Les premières mentions de maisons sur le point le plus élevé de la ville-haute, font état d'une boucherie, puis d'une halle des marchands qui sera ensuite transformée en maison forte. Entre le XVIe siècle et la fin du XVIIIe siècle, la maison appartient à la famille de Cerjat qui lui donna son nom de Rochefort, tiré d'une seigneurie qu'elle possédait dans la région d'Aubonne.
Le château passa ensuite entre plusieurs mains et connut de multiples affectations, dont celle d'auditoire pour la paroisse allemande de Moudon, de brasserie ou de manufacture de tabac.
La commune de Mondon rachète l'ensemble du bâtiment en 1933 et, en 1945, restaure une dizaine de salles pour y installer, cinq ans plus tard, le musée du Vieux-Moudon. Ce musée occupera cinq pièces supplémentaires à la suite de la rénovation du bâtiment conduite entre 1989 et 2000. La maison seigneuriale de Rochefort est inscrite comme bien culturel suisse d'importance nationale.